# Полиурија
Полиурија представља симптом за учестало мокрење великих количина мокраће (код одраслих, најмање преко 2.5 л унутар 24 часа).
Полиурију налазимо код многих патолошких стања и болести (нпр. диабетес меллитус, цироза јетре), може бити узрокована различитим лековима (нпр. диуретици) или због повећања уноса воде у организам.